# 虎跳峡
27°14′9.37″N 100°7′56.93″E / 27.2359361°N 100.1324806°E

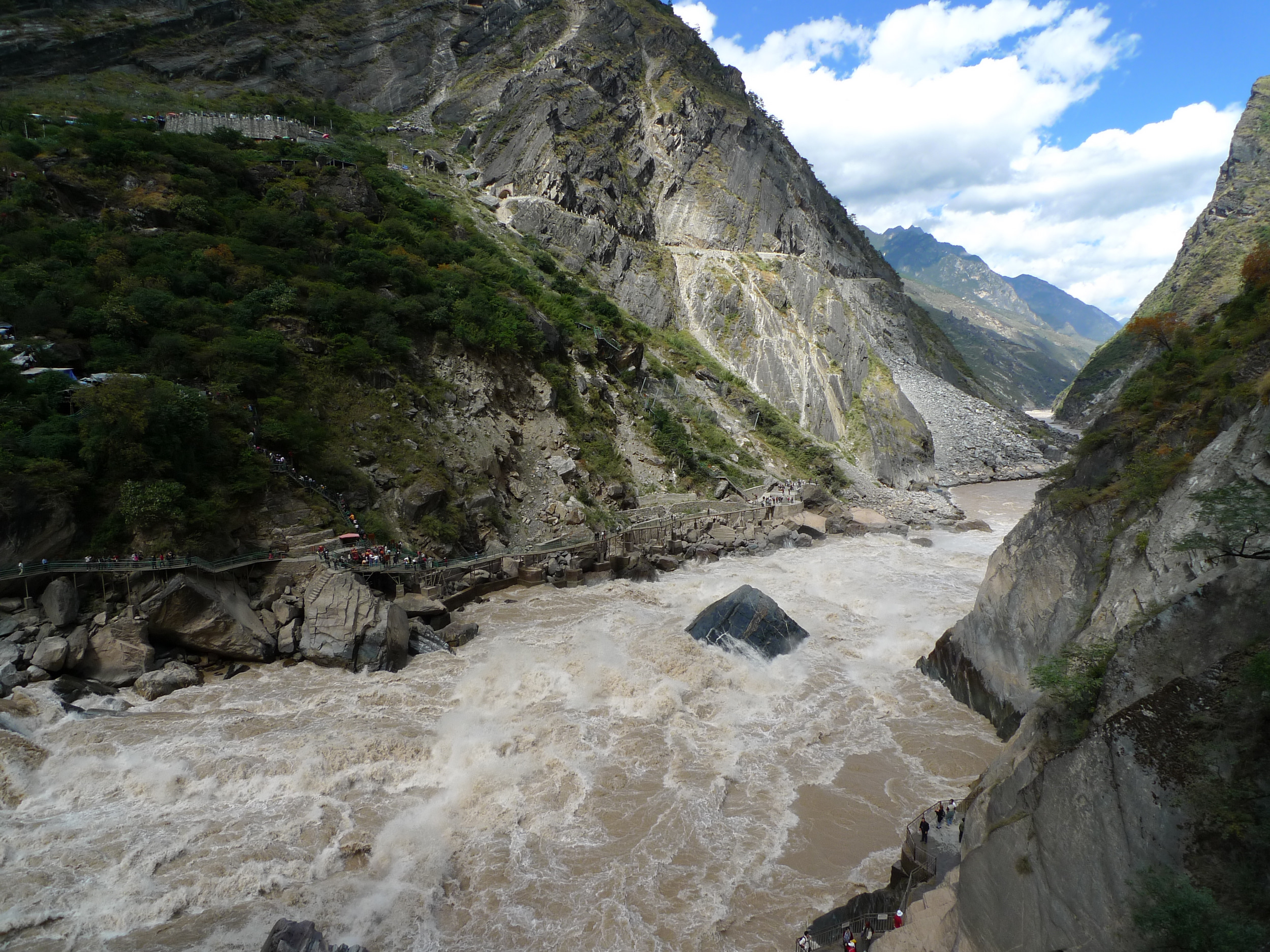
虎跳峡和虎跳石

虎跳峡是中国云南省丽江一處峡谷，位于玉龙与香格里拉之间的金沙江干流上。相传金沙江逢枯水期时，有猛虎下山，在此江中的礁石上稍一脚后腾空便越过，故称「虎跳峡」，江中的礁石則稱作「虎跳石」。
虎跳峡的两岸有雪山对峙，左岸（西面）为哈巴雪山，右岸（東面）为玉龙雪山，自谷底到山顶高差达3790米。虎跳峡全长约16公里，分成上虎跳、中虎跳、下虎跳三段，始于金沙江及其支流硕多岗河汇合处，即中甸县桥头镇一带；止于玉龙县大具乡一带。虎跳峡两侧岩石为片岩和大理岩组成，宽度大概60至80米，最窄处约30余米，天然落差200多米，水流湍急，水力资源蕴藏丰富。

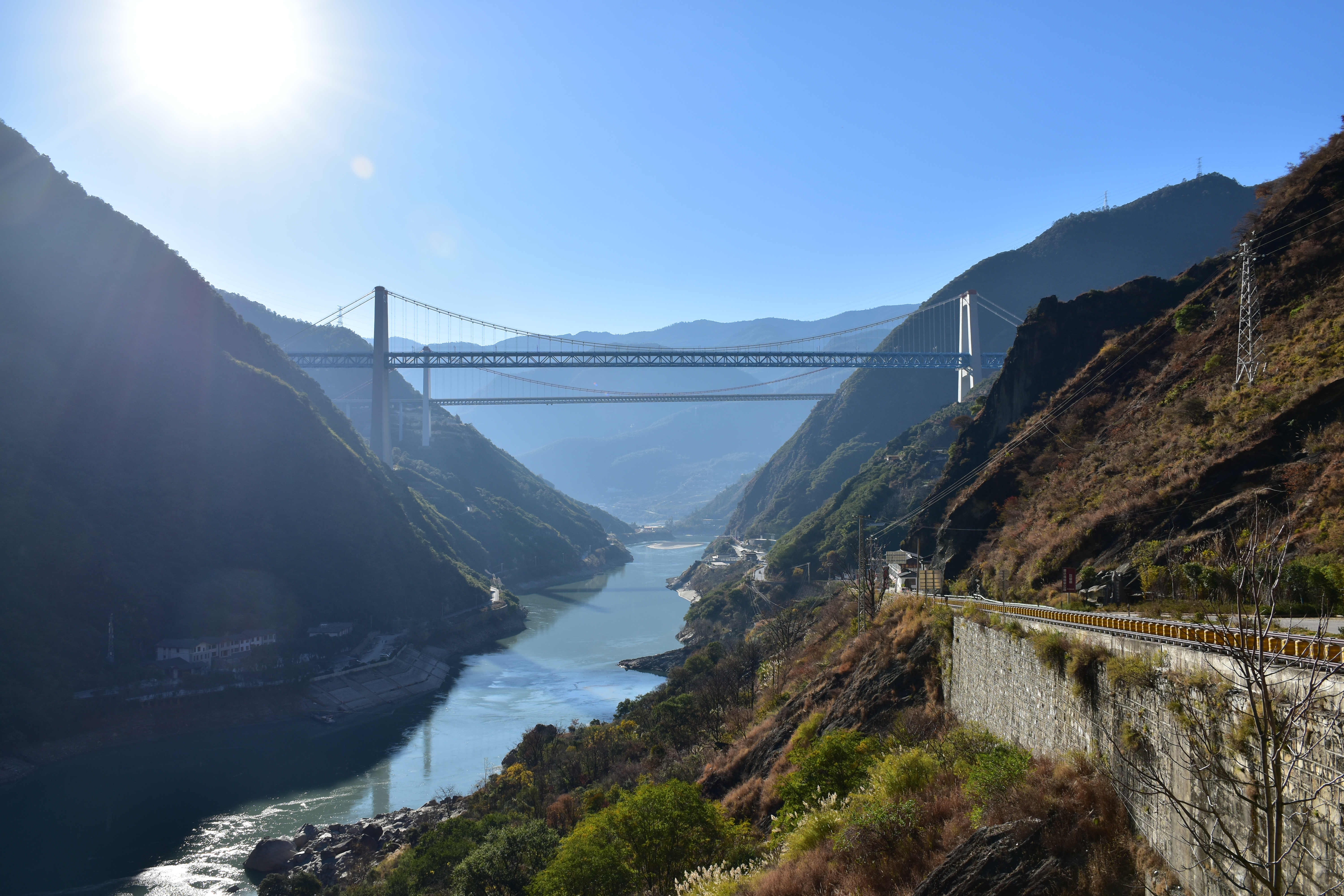
跨江大橋下的虎跳峽景區入口

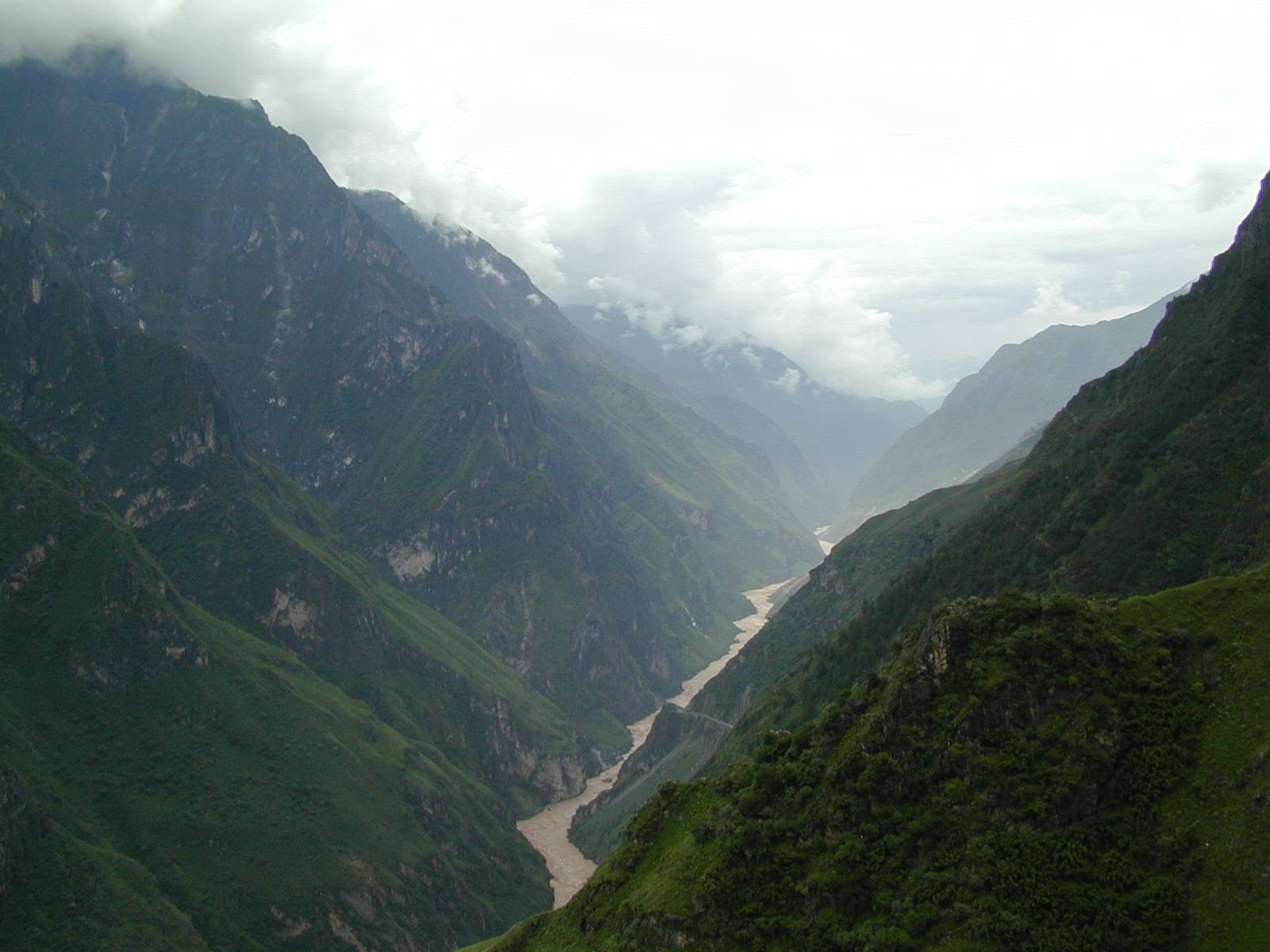
虎跳峡
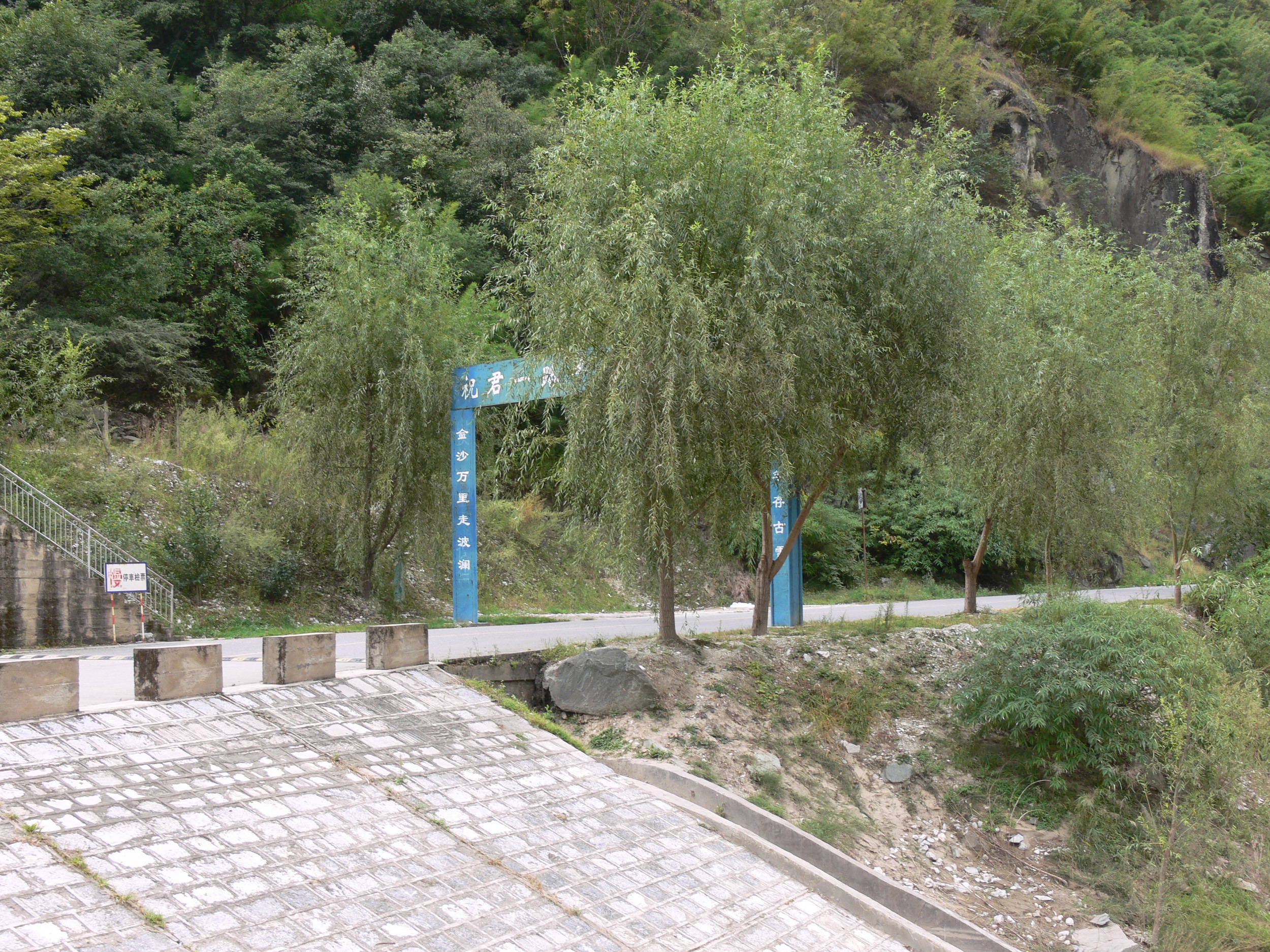
虎跳峡景区人口
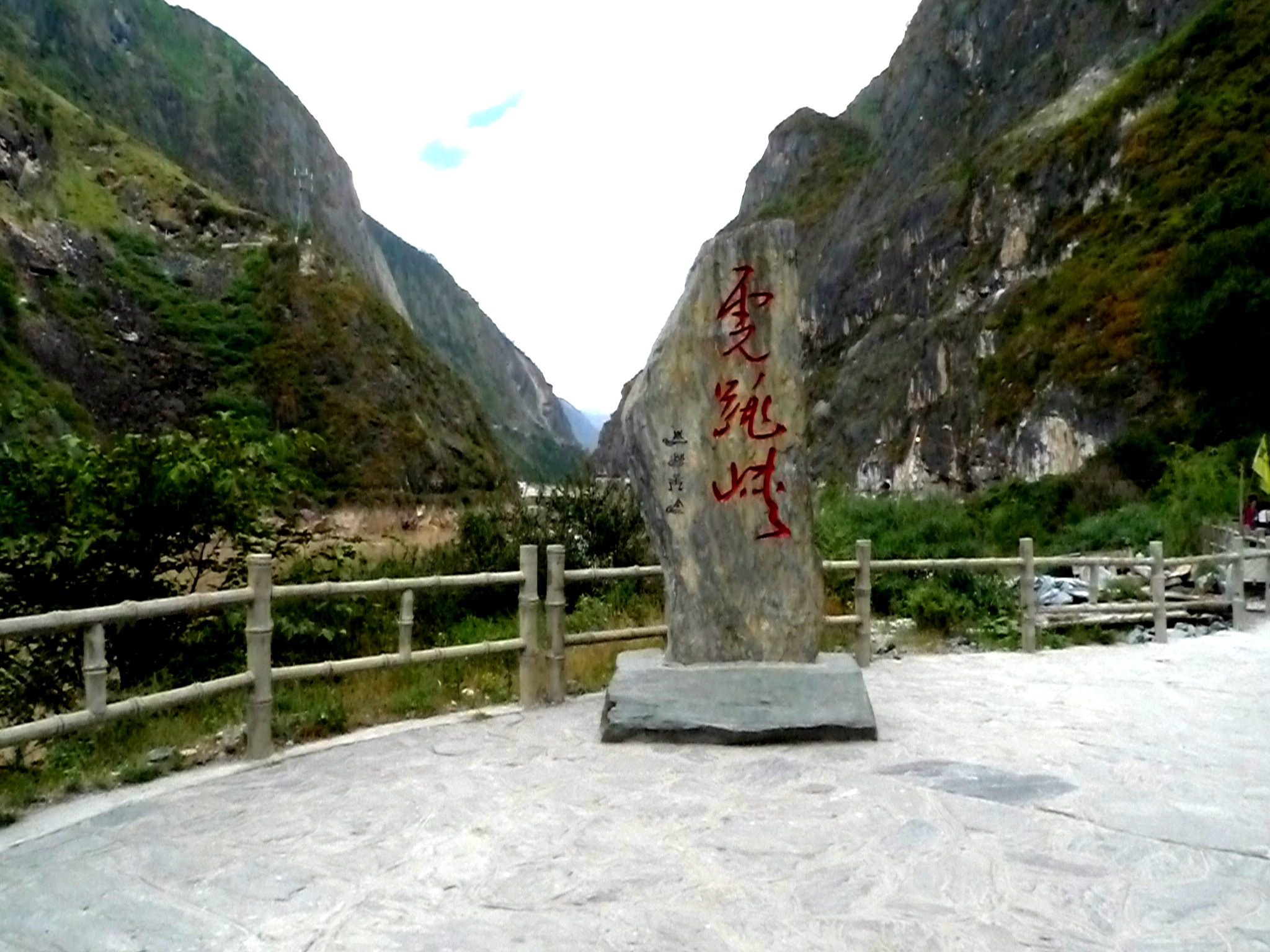
虎跳峡地标石
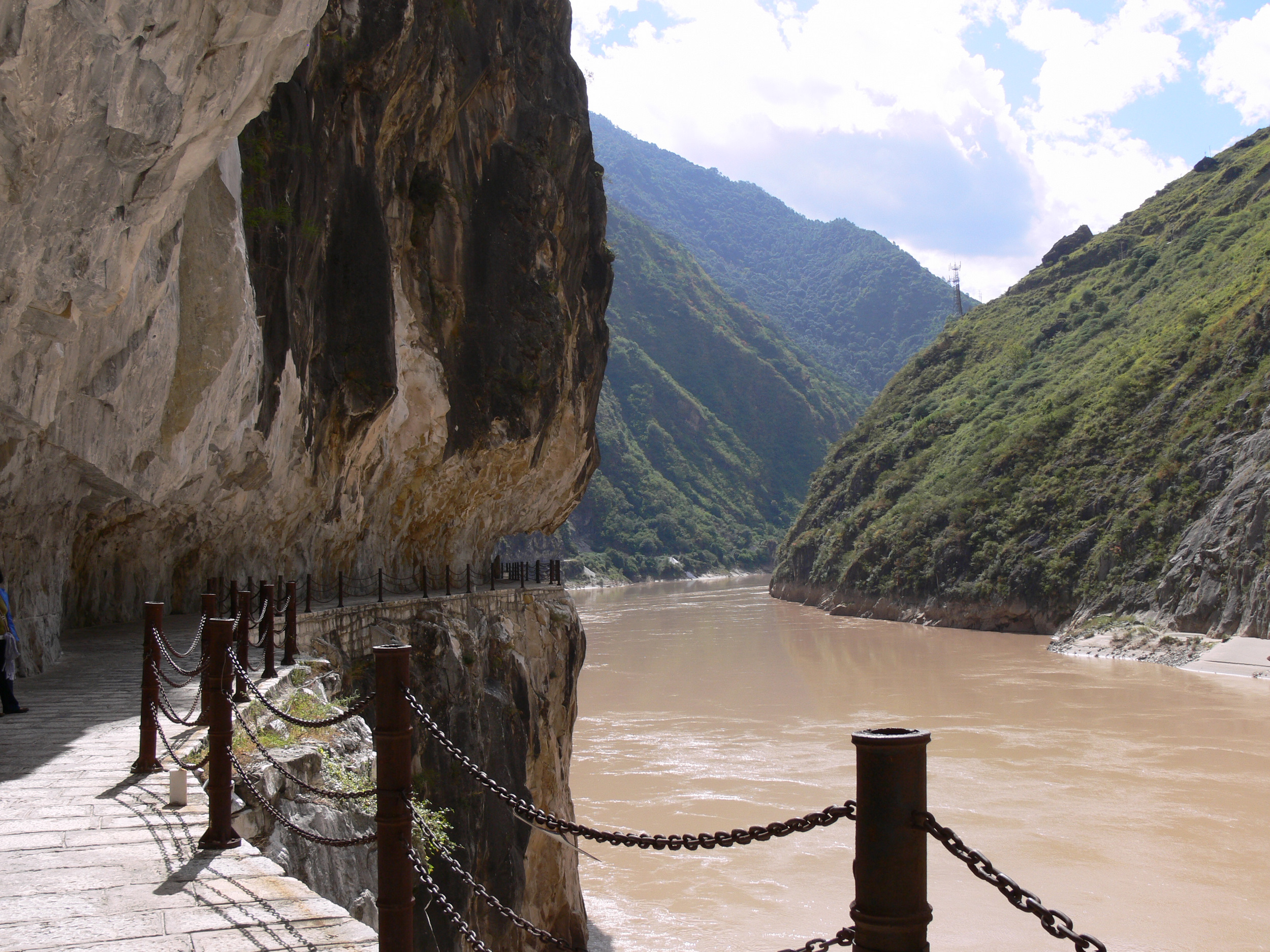
虎跳峡上游水势平缓
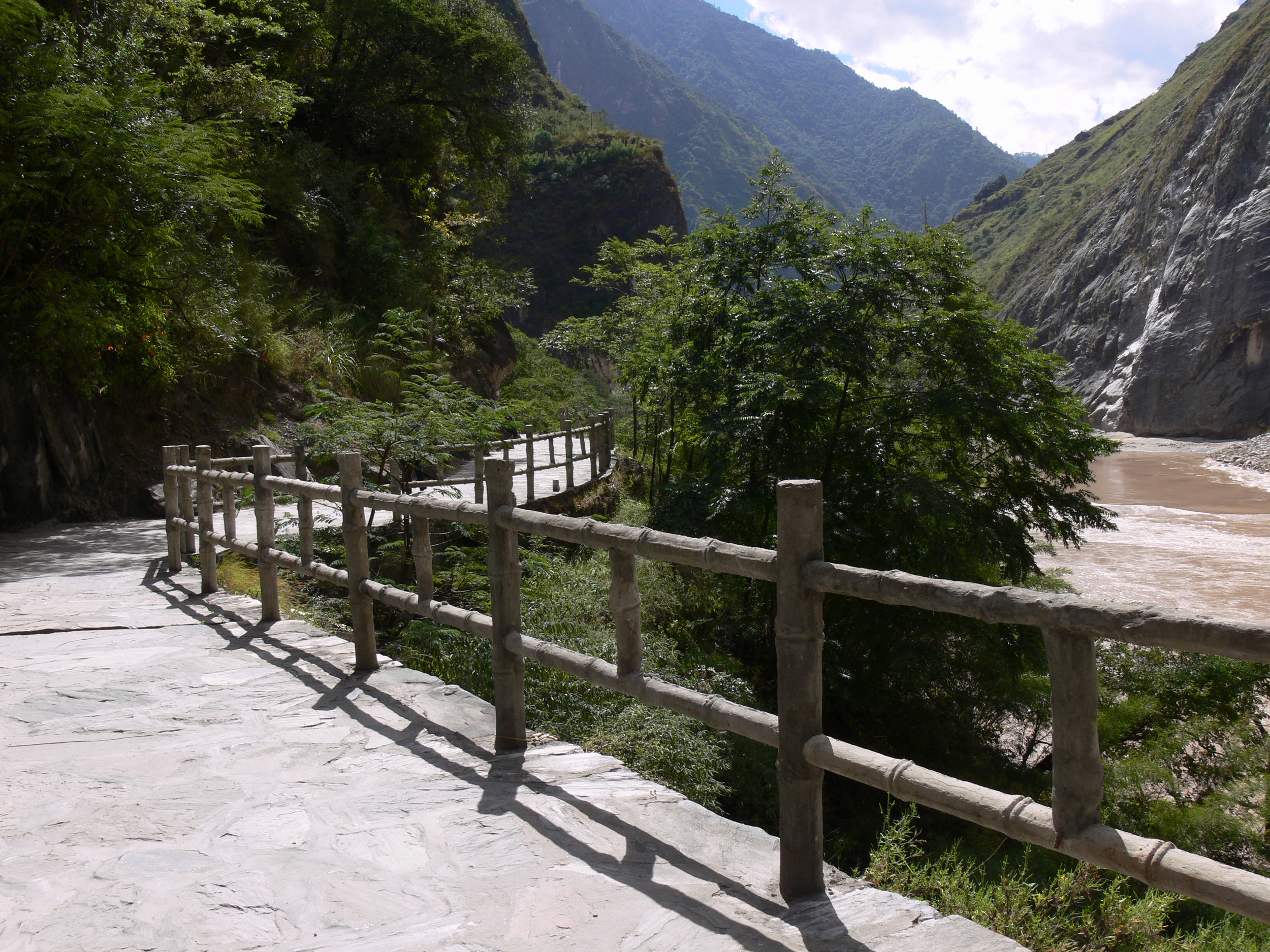
虎跳峡栈道
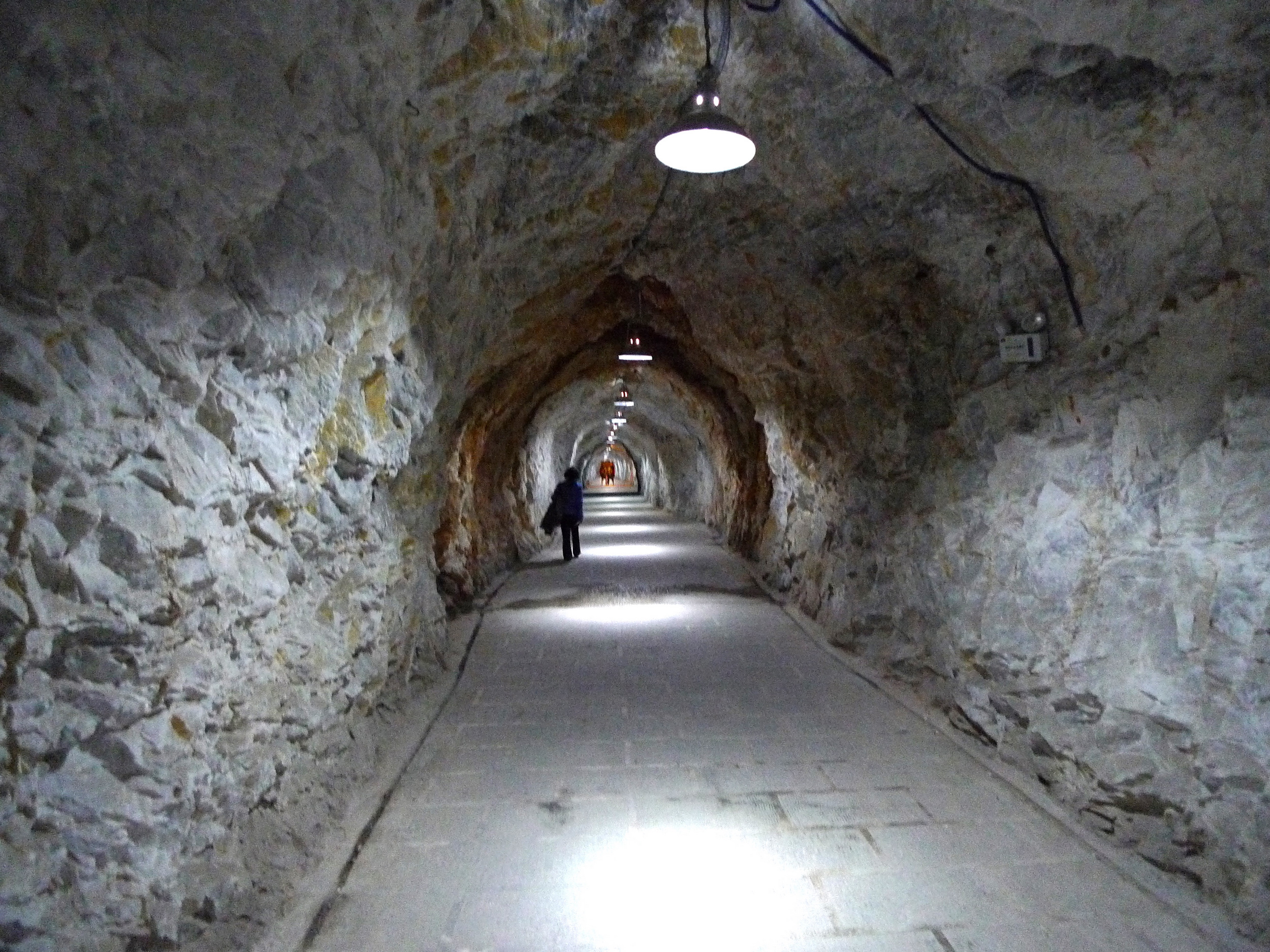
虎跳峡隧道
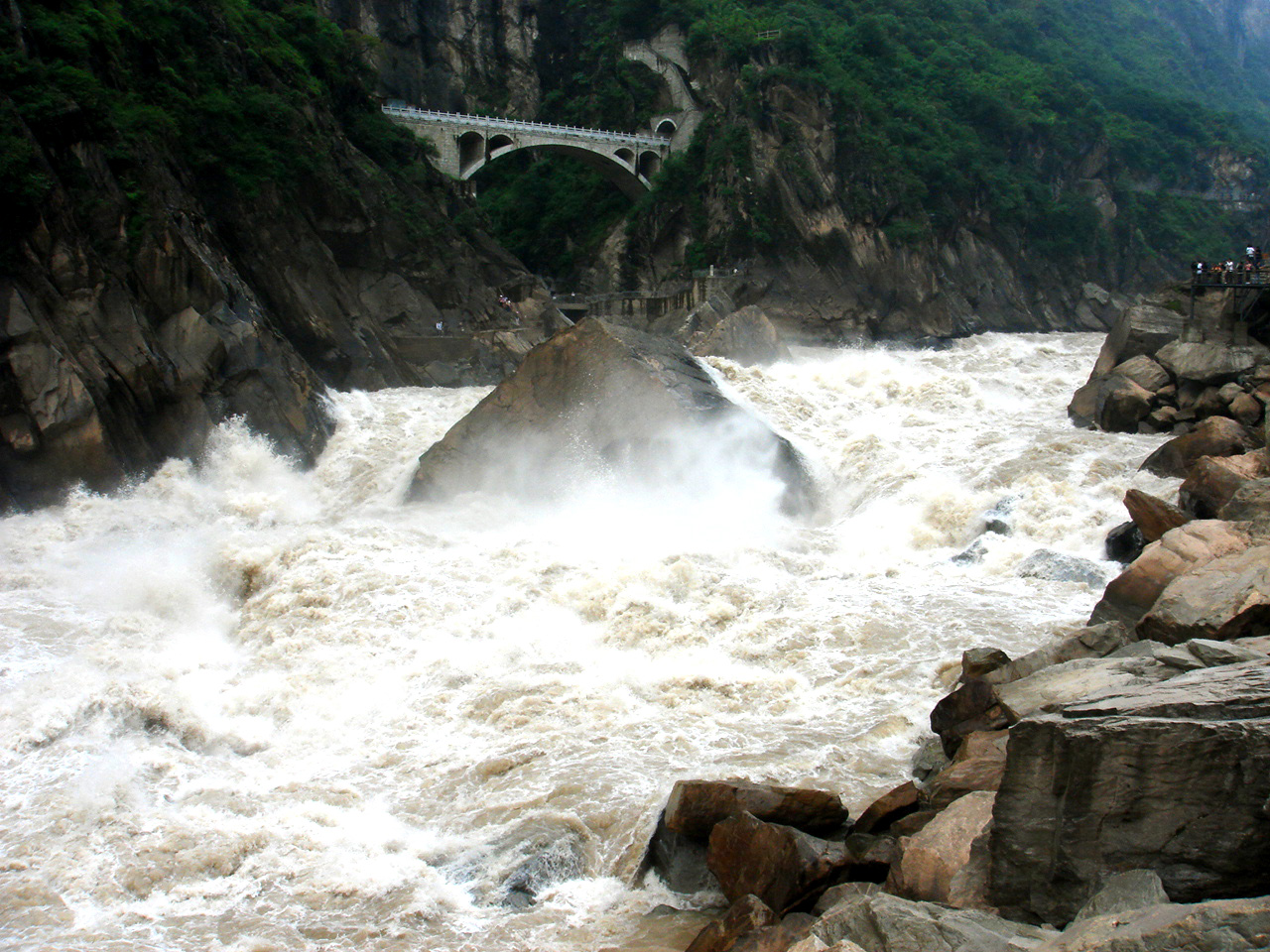
虎跳石和对岸的桥
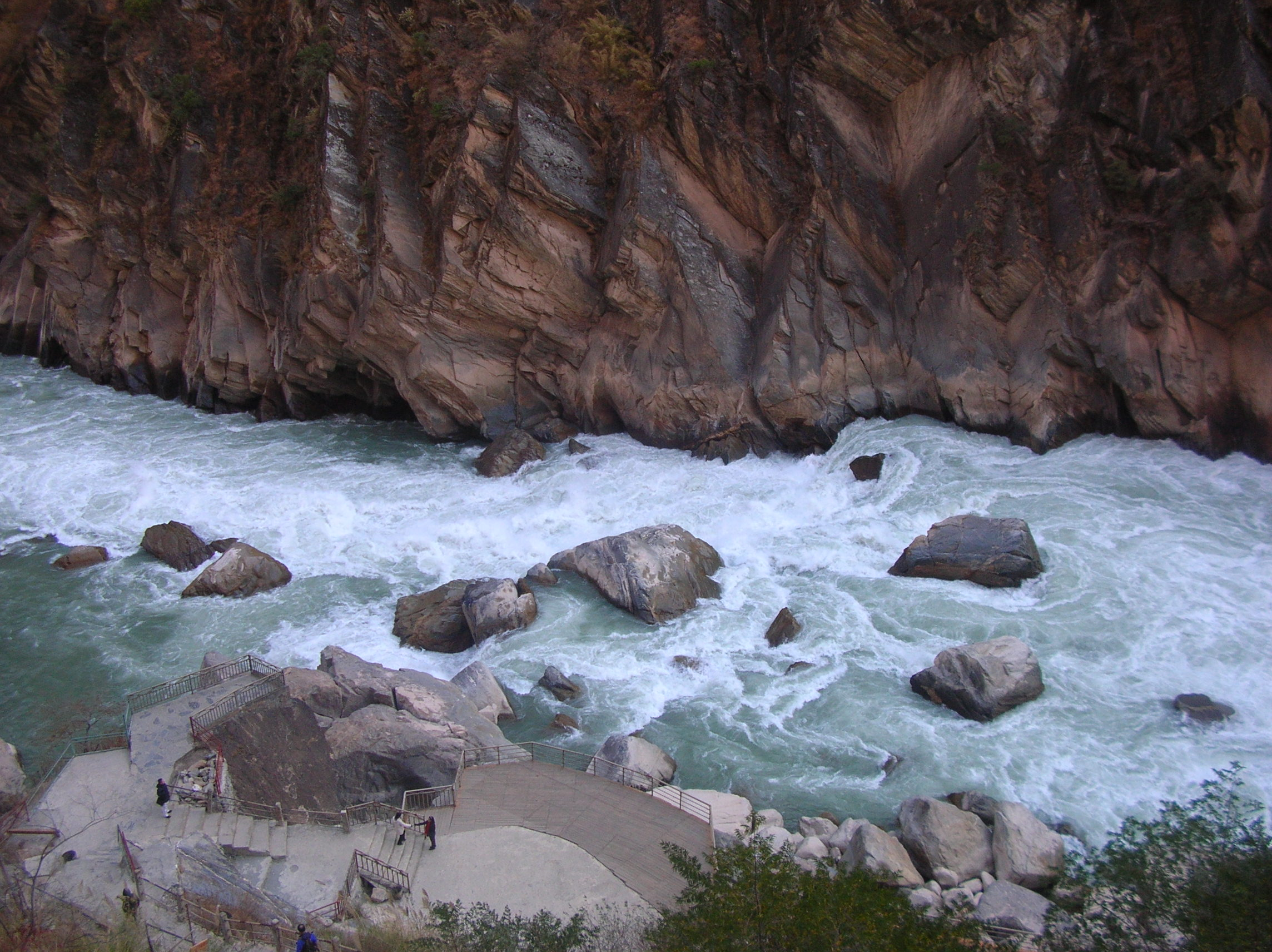
俯视虎跳峡